# Dobroslava Bilovská
Dobroslava Bilovská (7. ledna 1917 Brno – 23. února 1965 Brno) byla česká malířka, grafička a ilustrátorka.

## Život
Narodila se v Brně, kde také absolvovala reformní městské dívčí reálné gymnázium. Po maturitě v roce 1936 odešla do Prahy, kde studovala profesuru výtvarné výchovy na Vysokém učení technickém u prof. Cyrila Boudy a Oldřicha Blažíčka. V době po uzavření českých vysokých škol v roce 1939 se navrátila do Brna a věnovala se zde studiu na Škole uměleckých řemesel pod vedením profesora Petra Dillingera. Během války pracovala v roce 1943 krátce jako návrhářka v módním saloně v Praze na Národní třídě a po ukončení války pak dokončila vysokoškolské studium na Pedagogické fakultě Masarykovy univerzity v Brně u profesora Eduarda Miléna.:s.464 Při osvobozování Brna v roce 1945 ji ve sklepním úkrytu postihla těžká srdeční choroba, která byla příčinou mozkové embolie a následně též ochrnutí levé poloviny těla. Toto postižení jí nedovolilo nastoupit na místo středoškolské učitelky výtvarné výchovy a v rámci svých zdravotních možností se věnovala povolání samostatně výdělečné činné výtvarné umělkyně. Zemřela 23. února 1965 ve věku 48 let v Brně.:s.301

## Dílo
Těžiště její výtvarné činnosti spočívalo v grafickém díle, které vytvářela technikou litografie, zinkografie, leptu a akvantiny. Vedle obrazů a knižních ilustrací (např. Pohádky a pověsti, Brno 1943, litografie k dílu Fráni Šrámka a Kytici Karla Jaromíra Erbena) vytvořila desítky exlibris, novoročenek, svatebních oznámení, pozvánek apod. Účastnila se také mnoha výstav; její souborné grafické dílo bylo samostatně představeno v Městském muzeu v Dačicích v roce 1962 či v Adamově v roce 1964.:s.467 Odkaz jejího díla je v počtu téměř tisíc artefaktů přístupný v Moravské galerii v Brně, kde je uložen od roku 1970.